# STRAIGHT YEARS
「STRAIGHT YEARS」（ストレイト イヤーズ）は、日本のバンドTHA BLUE HERBの6枚目のシングルである。2009年5月20日発売。発売元はTHA BLUE HERB RECORDINGS。

## 概要
- 前作から2年2ヶ月となるシングル。
- 同年6月26日アナログ化された。アナログのB面にはO.N.Oのソロアルバム「Singalong」から「GRAVITY HILL」「TRENCH LINE」が収録されている。

## 収録曲

### CD
1. STRAIGHT YEARS
作詞：ILL-BOSSTINO、作曲：O.N.O
2. STRAIGHT YEARS INST

### アナログ
1. THA BLUE HERB / STRAIGHT YEARS MAIN
2. THA BLUE HERB / STRAIGHT YEARS INST
3. O.N.O / GRAVITY HILL
4. O.N.O / TRENCH LINE